# Hrabstwo Wasco
Hrabstwo Wasco (ang. Wasco County) – hrabstwo w stanie Oregon w Stanach Zjednoczonych. Obszar całkowity hrabstwa obejmuje powierzchnię 2395,32 mil² (6203,85 km²). Według szacunków United States Census Bureau w roku 2009 miało 24 149 mieszkańców.
Hrabstwo powstało w 1854 roku. 

## Miasta[4]
- Antelope
- Dufur
- Maupin
- Mosier
- Shaniko
- The Dalles

## CDP[4]
- Chenoweth
- Pine Grove
- Pine Hollow
- Rowena
- Tygh Valley
- Wamic